# Michael Sell (Tennisspieler)
Michael Sell (* 23. August 1972 in Berkeley, Kalifornien) ist ein ehemaliger US-amerikanischer Tennisspieler. Von 2015 bis April 2022 war er zusammen mit Julia Sell Co-Cheftrainer des Damen-Tennisteams der Louisiana State University.

## Karriere
Bei der Junioren-Tennisnationalmeisterschaft der Jungen 1989 erreichte Sell die vierte Runde. Größere Erfolge hatte er für die University of Georgia. Gemeinsam mit Rob Givone gewann er 1993 bei der Sommeruniversiade die Bronzemedaille im Herrendoppel. Sell war in der Haupteinzelauslosung von zwei Grand Slams Bei den US Open 1997 besiegte er Cecil Mamiit in der Eröffnungsrunde, verlor dann jedoch in der zweiten Runde in vier Sätzen gegen Daniel Vacek. In der Eröffnungsrunde der French Open 1998 schied er gegen Jordi Mas aus, obwohl er den ersten Satz mit 6:0 gewann. Seine beste Leistung im Einzel erzielte er 1999 bei den Japan Open Tennis Championships, wo er Mark Woodforde und Gouichi Motomura besiegte und das Achtelfinale erreichte. Bei den Heineken Open 2000 siegte er über die Nummer 34 der Welt, Nicolas Escude.
Im Doppel erreichte er die 2. Runde aller vier Grand Slams, einschließlich der Australian Open 1998, bei denen er Partner des French-Open-Siegers Gustavo Kuerten war. Seine besten Ergebnisse erzielte er gemeinsam mit seinem Landsmann David DiLucia. Das Doppelpaar erreichte 1998 und 1999 zweimal das Halbfinale der Sybase Open in San Jose.
Sell fungierte als persönlicher Trainer von Monica Seles, Donald Young und John Isner.

## Erfolge
Michael Sell holte insgesamt 14 Challenger-Titel, davon drei im Einzel: 1997 bei den Veranstaltungen in Bronx und Sedona (beide in USA), sowie 1998 in Puebla (Mexiko) und elf im Doppel: 1996 in Monterry und Austin beide mit Partner Sargis Sagsian, 1997 in Winnetka, Urbana, Delray Beach und Las Vegas, 1998 in Salinas und San Antonio, sowie 1999 in Lexington, Houston und Tulsa.
Alle Titel gewann er auf Hartplatz.